# Рудавиця
Рудавиця (пол. Rudawica) — село в Польщі, у гміні Жагань Жаґанського повіту Любуського воєводства.
Населення — 340 осіб (2011).
У 1975-1998 роках село належало до Зеленогурського воєводства.

## Демографія
Демографічна структура станом на 31 березня 2011 року:
|          | Загалом | Допрацездатний вік | Працездатний вік | Постпрацездатний вік |
| -------- | ------- | ------------------ | ---------------- | -------------------- |
| Чоловіки | 178     | 43                 | 121              | 14                   |
| Жінки    | 162     | 29                 | 100              | 33                   |
| Разом    | 340     | 72                 | 221              | 47                   |